# Sơn Tùng (nhà văn)
Sơn Tùng, tên đầy đủ là Bùi Sơn Tùng (sinh năm 1928 tại Nghệ An, mất ngày 22 tháng 7 năm 2021 tại Hà Nội), là nhà văn người Việt Nam với nhiều tác phẩm về lãnh tụ Hồ Chí Minh và các danh nhân cách mạng, danh nhân văn hóa Việt Nam, trong đó nổi tiếng nhất là tiểu thuyết Búp sen xanh viết về cuộc đời Hồ Chí Minh.

## Tiểu sử
Sơn Tùng sinh ngày 8 tháng 8 Âm lịch năm Mậu Thìn (tức ngày 21 tháng 9 năm 1928), tại làng Hoa Lũy (nay là Kim Lũy), Diễn Kim, Diễn Châu, Nghệ An. Làng Hoa Lũy là vùng bãi ngang nằm sát biển. Gia đình Sơn Tùng là một gia đình nhà nho nghèo nhưng trọng chữ, có quan hệ họ hàng với Hồ Chí Minh. Bà nội Sơn Tùng (cụ Hà Thị Tự) là cháu họ bà nội Hồ Chí Minh (Cụ Hà Thị Hy), và em trai ông nội của Sơn Tùng đỗ tú tài cùng khoa với em trai ông ngoại của Hồ Chí Minh.
Từ 1944 đến 1971, trước khi trở thành nhà văn, là 27 năm Sơn Tùng tham gia hai cuộc kháng chiến chống Pháp và chống Mỹ, hoạt động trên các lĩnh vực tuyên huấn, tuyên truyền, huấn luyện, quân sự, phóng viên. Năm 1944, khi mới 16 tuổi Sơn Tùng đã sớm tham gia cách mạng, hoạt động trong phong trào thanh niên, sinh viên thủ đô. Sau khi Hà Nội giải phóng, Sơn Tùng vào học tại trường Đại học nhân dân và sau đó trở thành cán bộ tuyên truyền của Đảng. Năm 1961 ông về viết cho báo Nông nghiệp và từ cuối năm 1962 là phóng viên của báo Tiền phong.
Năm 1965, Sơn Tùng là đặc phái viên của báo Tiền Phong tác nghiệp chủ yếu tại vùng lửa đạn chiến sự ác liệt ở Quân khu 4, từ Thanh Hóa đến Quảng Bình và tuyến lửa Vĩnh Linh. Tới năm 1967, ông xung phong đi B, vào chiến trường Đông Nam Bộ thành lập và phụ trách tờ báo Thanh niên Giải phóng. Ông cùng đồng nghiệp bám sát các mặt trận, các đợt trinh sát, gần gũi dân, đến nhiều địa điểm nóng bỏng để phản ánh kịp thời cuộc sống và chiến đấu của bộ đội, đồng bào. Từ thực tế chiến trường, ngoài tin tức, bài vở đăng trên các số báo Thanh niên Giải phóng, Sơn Tùng còn viết ký, truyện gửi ra các báo ngoài Bắc với bút danh Sơn Phong, và miệt mài ghi chép tài liệu với ý thức chuẩn bị cho các tác phẩm dày dặn sau này.
Ngày 15 tháng 4 năm 1971 tại căn cứ Tà Nốt ở chiến khu Đ (thuộc tỉnh Tây Ninh), khi Sơn Tùng cùng đồng đội đang chuẩn bị lên khuôn cho kỳ báo đặc biệt kỷ niệm 10 năm thành lập Đoàn Thanh niên Cộng sản Hồ Chí Minh thì bị máy bay Mỹ tấn công. Ông bị thương rất nặng, mảnh đạn M79 găm khắp thân thể, chấn thương sọ não, vỡ xương vai, nửa người bên phải hầu như bị liệt không đi lại được, thần kinh chéo bị tổn thương nặng, tay phải co quắp, tay trái đạn cắt mất chỉ còn hai ngón, thị lực còn 1/10, tai bị rách phải khâu lại không biết bao nhiêu lần, trí nhớ sụt giảm.
Sau chiến tranh, là một thương binh hạng 1/4, nặng nhất theo thang bậc thương binh ở Việt Nam, xuất ngũ với 14 vết thương trên mình và vẫn còn 3 mảnh đạn găm trong sọ não không thể mổ gắp ra được, mất 81% sức khỏe, bằng vốn chữ Nho tự học và chữ Quốc ngữ trường làng, Sơn Tùng vẫn tiếp tục cầm bút với vai trò là phóng viên cho các tờ báo và là cây bút chuyên viết về Hồ Chí Minh, những nhà cách mạng hiện đại cũng như các danh nhân văn hóa của dân tộc. Bệnh tật và những vết thương hành hạ nhà văn hàng ngày nhưng ông kiên cường làm việc, với sự hỗ trợ tận tụy như một thư ký của vợ, bà Phan Hồng Mai, người vốn là một y tá từng chữa trị cho ông từ mặt trận. Theo lời kể lại từ Hữu Thỉnh, có lúc người vợ Sơn Tùng còn phải buộc nhà văn vào ghế khi viết để tránh những cơn co giật xúc động làm cơ thể bị liệt của ông ngã xuống bàn viết.
Từ 1974 tới 2021, Sơn Tùng đã cho ra đời hàng chục tiểu thuyết, tư liệu, tập truyện, được viết bằng bàn tay phải chỉ còn 3 ngón tay bị co quắp cầm bút vô cùng khó khăn, trong phòng văn rộng chưa tới 4 mét vuông bốn bên chất chồng sách cao tới tận trần, tại căn hộ tập thể nơi ngõ phố Khâm Thiên. Trong căn nhà nhỏ này còn có "Chiếu Văn" nơi ông thường cùng bạn bè trong giới văn nghệ sĩ đàm luận hàng tuần. Ngoài các tác phẩm lấy cảm hứng từ Hồ Chí Minh và các nhân vật cách mạng như Trần Phú, Nguyễn Hữu Tiến, Sơn Tùng còn có một số sáng tác khác như Lõm (viết năm 1976, in lần đầu năm 1994), Trái tim quả đất (viết năm 1988, in lần đầu năm 1990), nói về chiến tranh và xã hội, con người Việt Nam trong và sau khi kết thúc chiến tranh.
Năm 2010, do di chứng chiến tranh, ông bị một cơn tai biến mạch máu não khiến ông bị liệt nửa người và gần như mất khả năng sinh hoạt. Vợ ông bà Phan Hồng Mai dù đã tận tình chăm sóc ông nhưng rồi cũng ốm yếu dần. Cho đến nay ông bà vẫn ở tại một khu tập thể cũ nát tại ngõ Văn Chương, Hà Nội. Hoàn cảnh gia đình vô cùng khó khăn.
Vào khoảng 23h05 ngày 22 tháng 7 năm 2021, nhà văn Sơn Tùng qua đời tại nhà riêng sau hơn 11 năm chống chọi với bệnh nặng do tai biến mạch máu não, hưởng thọ 93 tuổi.

## Các đề tài chính

### Hồ Chí Minh
Năm 1948, ý tưởng tìm hiểu về Chủ tịch Hồ Chí Minh lần đầu tiên đến với người thanh niên Bùi Sơn Tùng khi ông đang công tác tại Tỉnh đoàn Thanh niên Lao động Nghệ An. Ông đã tìm và gặp chị gái, bà Nguyễn Thị Thanh và anh trai ruột, ông Nguyễn Sinh Khiêm, của chủ tịch Hồ Chí Minh nhằm tìm kiếm tư liệu. Trong những năm kháng chiến cho đến khi chấm dứt chiến tranh Việt Nam, Sơn Tùng đã nỗ lực không ngừng tìm những nhân chứng liên quan tới đề tài Hồ Chí Minh.
Trong cuộc đời cầm bút Sơn Tùng đã viết 21 tác phẩm văn học thì có tới 13 tác phẩm viết về Hồ Chí Minh. Bên cạnh Sáng ánh tâm đăng Hồ Chí Minh, Bác về, Bông sen vàng, Từ làng Sen, tác phẩm nổi tiếng nhất trong chủ đề về Hồ Chí Minh của Sơn Tùng là tiểu thuyết Búp sen xanh, cho đến nay đã được tái bản và nối bản tới 30 lần và dịch ra nhiều ngôn ngữ khác trên thế giới. Với Búp sen xanh, Sơn Tùng thực sự đã trở thành người đầu tiên mở một hướng mới khi viết về Chủ tịch Hồ Chí Minh với tư cách là một con người bình thường, một người con xứ Nghệ.
Tuy nhiên không phải mọi sự đều xuôi chèo mát mái, Búp sen xanh khi mới ra mắt lần đầu, dù gây tiếng vang lớn song vẫn bị phê phán gay gắt vì "đời thường hóa" lãnh tụ, miêu tả mối tình của Nguyễn Tất Thành khi còn trẻ với cô Út Huệ(nhân vật Út Huệ theo nhà văn Sơn Tùng, là nhân vật có thật). Sau những hiểu nhầm và sự phê phán của một số nhà phê bình định kiến, thủ tướng Phạm Văn Đồng đã đọc Búp sen xanh và rất xúc động, đích thân viết lời tựa cho bản tái bản lần thứ nhất, khẳng định "tiếng nói có trọng lượng nhất thuộc về nhân dân, về bạn đọc". Lời đề tựa này mãi 25 năm sau mới được nhà văn cho in lại trọn vẹn.
Có rất nhiều cây bút tại Việt Nam cũng như trên thế giới thử sức với đề tài Hồ Chí Minh, nhưng giá trị của Búp sen xanh, cũng như nhiều cuốn sách khác về người lãnh tụ khai sinh nước Việt Nam dân chủ cộng hòa này mà Sơn Tùng đã chấp bút, khiến nhiều nhà nghiên cứu và độc giả khẳng định Sơn Tùng là nhà văn viết về Bác Hồ nhiều nhất và thành công nhất, một nhà Hồ Chí Minh học thực thụ. Đã có tới 530 lần nhà văn được mời nói chuyện về Chủ tịch Hồ Chí Minh cho các cơ quan, trường học, viện nghiên cứu, trung tâm khoa học, câu lạc bộ. 88 học giả nước ngoài thuộc nhiều quốc gia từng tới thăm và phỏng vấn nhà văn về Hồ Chí Minh.

### Người vẽ cờ Tổ quốc
Theo tìm hiểu của Sơn Tùng, Quốc kỳ Việt Nam Dân chủ Cộng hòa đã được dùng lần đầu tiên trong cuộc Nam Kỳ khởi nghĩa năm 1940 và tác giả là Nguyễn Hữu Tiến, lúc đó thường được gọi là "ông Hai Bắc Kỳ" . Năm 1981, tư liệu thành văn đầu tiên khẳng định Nguyễn Hữu Tiến là tác giả lá cờ được viết trong cuốn truyện Nguyễn Hữu Tiến của nhà văn Sơn Tùng do Nhà xuất bản Thanh Niên phát hành tháng 8 năm 1981 . Tuy nhiên, trong công văn số 1393/VHTT-BTCM do Thứ trưởng Bộ Văn hóa - Thông tin Lưu Trần Tiêu ký ngày 18 tháng 4 năm 2001 có ghi: "Tất cả các nguồn tài liệu hiện có tại Cục Lưu trữ Trung ương Đảng, tại Viện Lịch sử Đảng trực thuộc Học viện Chính trị Quốc gia Hồ Chí Minh, tại Bảo tàng Cách mạng Việt Nam, Bảo tàng Hồ Chí Minh đều không có tài liệu nào chứng minh đồng chí Nguyễn Hữu Tiến là người vẽ lá cờ Tổ quốc".

### Chiến tranh
Sơn Tùng có 2 tiểu thuyết về đề tài chiến tranh, cuốn Trái tim quả đất viết về Chiến dịch Biên giới (1950) và Lõm viết về Tổng tiến công và nổi dậy Mậu Thân (1968). Trái tim quả đất hoàn thành năm 1989, tức gần 40 năm sau sự kiện, tác giả đã có độ lùi thời gian khá xa, sử dụng chủ yếu là các nguồn tư liệu lịch sử để dụng nên những hình tượng và hoàn cảnh điển hình.
Trong Lõm, tác giả với tư cách là người trong cuộc đã từng "lặn" vào nội đô Sài Gòn, và ngay sau khi đất nước thống nhất, Sơn Tùng đã "truy" tiếp tài liệu trong kho lưu trữ của chính quyền Sài Gòn để bắt tay vào viết, đến cuối năm 1976 hoàn thành. Tuy nhiên phải 18 năm sau, vào năm 1994, cuốn sách mới được xuất bản tại Nhà xuất bản Thanh Niên. Tác phẩm đầy ắp những ý tưởng có tính dự báo cao với cái nhìn sắc sảo, logic và nhân văn, văn phong xen cài nhiều thể loại, từ đó bật trội những ám ảnh của tình người, của tương lai hòa hợp dân tộc, của những vấn đề hậu chiến nóng bỏng, mà sau đó dần dần phát lộ trong đời sống đương đại.

## Tác phẩm

### Văn xuôi
Sáng tác văn xuôi đã xuất bản của Sơn Tùng hầu hết là các tập truyện ngắn hay tiểu thuyết khá dày dặn, một số cuốn trong đó được tái bản nhiều lần. Đáng chú ý là các cuốn:
- Bên khung cửa sổ (tập truyện ngắn, Nhà xuất bản Lao động, 1974)
- Nhớ nguồn (Nhà xuất bản Phụ Nữ, 1975)
- Kỷ niệm tháng Năm (1976)
- Con người và con đường (lời tựa của Đặng Thai Mai, Nhà xuất bản Phụ nữ, 1976)
- Nguyễn Hữu Tiến (truyện, Nhà xuất bản Thanh Niên, 1981)
- Búp sen xanh (tiểu thuyết, Nhà xuất bản Kim Đồng, 1981. Sau tái bản nhiều lần, trong đó có bộ Búp sen xanh 2 tập khổ nhỏ, Nhà xuất bản Kim Đồng, 1996)
- Vườn nắng (Nhà xuất bản Thanh Niên, 1997)
- Trái tim quả đất (tiểu thuyết, Nhà xuất bản Thanh Niên, 2000)
- Trần Phú (truyện, Nhà xuất bản Thanh Niên, 2000)
- Bông sen vàng (tiểu thuyết, Nhà xuất bản Văn Nghệ, tp.Hồ Chí Minh, 2000)
- Bác về (Nhà xuất bản Phụ Nữ, 2000)
- Sáng ánh tâm đăng Hồ Chí Minh (Nhà xuất bản Công an Nhân dân, 2005)
- Bác Hồ cầu hiền tài (Thông Tấn, 2006)
- Mẹ về (Nhà xuất bản Phụ Nữ, in lần 3 năm 2006)
- Lõm (tiểu thuyết, Nhà xuất bản Thanh Niên, 2006)
- Hoa râm bụt (Nhà xuất bản Công an Nhân dân, 2005; Nhà xuất bản Thanh Niên, 2007)
- Bác ở nơi đây (Nhà xuất bản Thanh Niên, 2008)
- Cuộc gặp gỡ định mệnh (tài liệu phục vụ cuộc vận động "Học tập và làm theo tấm gương đạo đức Hồ Chí Minh", Nhà xuất bản Chính trị Quốc gia, 2008)
- Đào Tấn và gia đình cụ Nguyễn Sinh Sắc (Văn Hiến, số 5, 2011)
- Từ làng Sen (đồng tác giả với họa sĩ Lê Lam, người đã vẽ 25 bức tranh về Hồ Chí Minh trong sách, Nhà xuất bản Kim Đồng, 2009).
- Nguyễn Ai Quốc qua hồi ức của bà mẹ Nga (Nhà xuất bản Thanh Niên, 2008)
- Thầy giáo Nguyễn Tất Thành ở trường Dục Thanh (Nhà xuất bản Kim Đồng, 1989, tái bản lần cuối năm 2019)

### Kịch bản điện ảnh
Cuối năm 1987 Sơn Tùng hoàn thành kịch bản phim mang tên Cuộc chia ly trên bến Nhà Rồng và chuyển cho Thành ủy Thành phố Hồ Chí Minh. Nhà nghiên cứu Trần Bạch Đằng khi đó đã ủng hộ và thuyết phục Thành uỷ cấp kinh phí làm phim. Nhan đề bộ phim được lấy là Hẹn gặp lại Sài Gòn. Phim được thực hiện năm 1990 với đạo diễn Long Vân, quay phim Nguyễn Quang Tuấn. Thư ký của chủ tịch Hồ Chí Minh, ông Vũ Kỳ, được mời làm cố vấn chính trị. Diễn viên Tiến Hợi vào vai Chủ tịch Hồ Chí Minh. Do thiếu kinh phí, phim chỉ in ra năm bản trong đó có một bản dành tặng Ấn Độ nhân kỷ niệm 100 năm ngày sinh Hồ Chủ tịch, và bốn bản chiếu trong nước. Phim được công chúng đón nhận nồng nhiệt vì lần đầu tiên, hình tượng Bác Hồ thời trẻ đã được tái tạo trên màn bạc trong một tác phẩm hoành tráng sinh động.

### Thơ
Sơn Tùng sáng tác tầm 100 bài thơ, trong đó có nhiều bài thơ hay. Thơ ông mang âm hưởng da diết lãng mạn, thơ và đời gắn kết với nhau. Đáng chú ý là bài Gửi em chiếc nón bài thơ (1955) và Cửa sổ xanh (1971). Bài Gửi em chiếc nón bài thơ sau ngày 30 tháng 4 năm 1975 đã được nhạc sĩ Lê Việt Hòa phổ nhạc, hiện thực hóa giấc mơ thống nhất đất nước của nhà văn sau 20 năm.

## Giải thưởng
Ngày 14 tháng 7 năm 2011, Chủ tịch nước Cộng hòa Xã hội chủ nghĩa Việt Nam Nguyễn Minh Triết đã ký Quyết định số 1083/QĐ-CTN phong tặng nhà văn Sơn Tùng là Anh hùng Lao động thời kỳ đổi mới, trở thành người thứ 4 thuộc Hội Nhà văn Việt Nam được nhận danh hiệu này
Từ năm 2010, Sơn Tùng bị xuất huyết não và yếu đi nhiều do vết thương cũ tái phát nên nhiều việc ông giao cho gia đình quyết định. Bà Phan Hồng Mai vợ nhà văn đã làm hồ sơ xin xét tặng giải thưởng Hồ Chí Minh cho nhà văn. Tháng 8 năm 2011, Sơn Tùng là một trong số 56 tác giả lọt vào danh sách đề cử Giải thưởng Nhà nước. Tuy nhiên, vào ngày 18 tháng 8, gia đình nhà văn đã nộp đơn xin rút khỏi giải thưởng.